# Sofim
La société SOFIM S.p.A. - Società Franco Italiana Motori/Société Franco Italienne de Moteurs - a été créée au début des années 1970 entre Fiat, Alfa Romeo (concurrents à cette époque) et le Français Saviem devenu Renault pour inventer et produire une nouvelle génération de moteurs Diesel rapides. Le partenaire français ne tardera pas à revendre ses parts avec une bonne plus-value pour ne devenir qu'un client privilégié.
L'usine de fabrication est implantée à Foggia, dans le sud de l'Italie, sur la côte Adriatique. C'est depuis l'origine l’une des usines les plus modernes du monde. Les moteurs Sofim sont une référence pour leur qualité de production et la haute automatisation de son usine de Foggia qui est la deuxième à avoir reçu l’homologation JIPM TPM Award, un trophée détenu par deux usines seulement en Europe.
C'est en 1977 que la première gamme de moteurs Diesel est présentée la gamme 8140 : un 2,0 litres et un 2,4 litres, tous deux des quatre cylindres développant respectivement 65 et 72 ch.
Les moteurs sortent des usines de Foggia pour être implantés dans les utilitaires légers Saviem SG, les fourgons Avia A20 et A30, l'OM Grinta, l'Alfa Romeo AR6 et bien sûr le Fiat Daily qui deviendra l'Iveco Daily.
Par la suite, le moteur Sofim sera installé dans les voitures Fiat 131 et Fiat 132.
À partir de 1985, des turbocompresseurs équipent les moteurs Sofim. Le 2,0 litres n'est plus utilisé sur les véhicules italiens, le 2,4 passe à 2,5 litres avec une puissance de 100 ch qui équipera la Fiat Croma, mais aussi la Renault Safrane, le Renault Trafic, le Renault Master, le Renault gamme B, le Renault Mascott, le Citroën Jumper/Relay, le Peugeot Boxer/Manager et le Fiat Ducato II.
Depuis, ces moteurs ont évolué : Sofim est devenu le nom d’une génération de moteurs quatre cylindres de 2,3 l et 3,0 l de cylindrée.
Le 2,0 l est passé à 2,3 litres et le 2,4 à 2,5 puis 2,8 et à 3,0 litres. Les moteurs Sofim ont été les premiers moteurs d'utilitaires légers et automobiles à adopter l’injection directe en 1996, puis l’arbre à cames en tête avec quatre soupapes.
En 1999, le moteur Sofim est aussi le premier à adopter dans sa catégorie le Common rail, un brevet Fiat-Magneti-Marelli et le turbocompresseur à géométrie variable en 2000.
En 2003, Iveco Motors a produit 210 000 moteurs Sofim dans l'usine de Foggia, des blocs à quatre cylindres de 2,3 à 3 l de 68 à 166 ch. Au total ce sont plus de 4 000 000 de moteurs Fiat-Sofim qui sont sortis de l'usine de Foggia.
Aujourd’hui, les utilitaires légers Fiat Ducato III et Iveco Daily utilisent les moteurs Sofim de 2,3 l de 96 à 136 ch ou le 3,0 l de 120 à 178 ch.
Iveco fournit également Fuso, la filiale asiatique de Mercedes-Benz, en moteurs de 3,0 litres pour sa gamme légère. En effet, Mercedes ne dispose d'aucun moteur compatible Euro5.

## Quelques moteurs SOFIM et leur utilisation
| Type moteur       | Cylindrée (cm3) | Puissance maxi ch (kW) à tr/min     | Couple maxi à tr/min            | Disposition et nombre de cylindres | Soupapes /nombre | Véhicules                                                                                            | Années de production                                                            |
| ----------------- | --------------- | ----------------------------------- | ------------------------------- | ---------------------------------- | ---------------- | --- | ------------------------------------------------------------------------------- |
| 8140.61           | 2 445           | 72 (53) à 4 200                     | 147 N m à 2 400                 | L4                                 | OHC/8            | Alfa Romeo AR8 Alfa Romeo AR6 Fiat 131 Fiat 132 Fiat Argenta Fiat Campagnola Fiat Ducato Iveco Daily | 1978-1980 1985-1989 1978-1981 1981-1985 1979-1987 1981-1989 1982-1990 1978-1990 |
| S8U 720/722       | 2 445           | 71 (52) à 4 200                     | 150 N m à 2 200                 | L4                                 | OHC/8            | Renault Trafic Renault Master                                                                        | 1981-1989                                                                       |
| 8140.21           | 2 445           | 92 (68) à 3 800                     | 216 N m à 2 200                 | L4                                 | OHC/8            | Fiat Argenta Fiat Ducato Iveco TurboDaily Alfa Romeo AR8                                             | 1983-1985 1981-1989 1981-1990 1981-1987                                         |
| S8U 750           | 2 445           | 92 (68) à 3 800                     | 216 N m à 2 200                 | L4                                 | OHC/8            | Renault B90                                                                                          | 1986-1990                                                                       |
| 8144.21           | 2 445           | 101 (74) à 4 100                    | 217 N m à 2 300                 | L4                                 | OHC/8            | Fiat Croma Lancia Thema                                                                              | 1985-1989 1984-1988                                                             |
| 8140.07           | 2 499           | 75 (55) à 4 200 76 (56) à 4 000     | 162 N m à 2 200 165 N m à 2 400 | L4                                 | OHC/8            | Fiat Ducato Iveco TurboDaily Renault Trafic Renault Master Renault Messenger Tarpan Honker           | 1989-1994 1990-1994 1990-1997 1990-1999 1991-1996                               |
| 8144.67           | 2 499           | 75 (55) à 4 200                     | 162 N m à 2 200                 | L4                                 | OHC/8            | Fiat Croma                                                                                           | 1989-1996                                                                       |
| S8U (8140.67)     | 2 499           | 80 (59) à 4 000                     | 155 N m à 2 200                 | L4                                 | OHC/8            | Renault Master Opel Movano Nissan Interstar                                                          | 1997-2000 1998-2000 1999-2000                                                   |
| 8140.67           | 2 499           | 84 (62) à 4 200                     | 164 N m à 2 400                 | L4                                 | OHC/8            | Fiat Ducato                                                                                          | 1994-1998                                                                       |
| 8140.27           | 2 499           | 95 (70) à 3 800 103 (76) à 3 800    | 216 N m à 2 000 225 N m à 2 000 | L4                                 | OHC/8            | Fiat Ducato Iveco TurboDaily Renault Messenger Tarpan Honker                                         | 1989-1994 1989-1996 1991-1996                                                   |
| S8U (8140.27)     | 2 499           | 88 (65) à 3 800 94 (69) à 3 800     | 200 N m à 2 200 205 N m à 2 200 | L4                                 | OHC/8            | Renault Master                                                                                       | 1989-1990 1990-1994                                                             |
| 8140.47           | 2 499           | 116 (85) à 3 800                    | 245 N m à 2 000                 | L4                                 | OHC/8            | Fiat Ducato Iveco TurboDaily Renault Messenger                                                       | 1994-2002 1994-2000 1994-1996                                                   |
| 8144.97           | 2 499           | 116 (85) à 3 900                    | 245 N m à 2 200                 | L4                                 | OHC/8            | Fiat Croma Lancia Thema                                                                              | 1989-1996                                                                       |
| S8U-762 (8144.97) | 2 499           | 113 (83) à 4 000                    | 240 N m à 2 000                 | L4                                 | OHC/8            | Renault Safrane                                                                                      | 1992-1996                                                                       |
| 8140.63           | 2 799           | 87 (64) à 3 800 85 (63) à 3 800     | 180 N m à 2 000                 | L4                                 | OHC/8            | Fiat Ducato Iveco Daily Renault Mascott                                                              | 1998-2000 1996-1999 1999-2004                                                   |
| 8140.23           | 2 799           | 103 (76) à 3 600                    | 240 N m à 1 900 235 N m à 1 900 | L4                                 | OHC/8            | Iveco Daily Renault Messenger                                                                        | 1996-2000 1996-1999                                                             |
| 8140.43C          | 2 799           | 106 (78) à 3 600                    | 250 N m à 1 800                 | L4                                 | OHC/8            | Renault Mascott                                                                                      | 1999-2004                                                                       |
| S9W (8140.43)     | 2 799           | 115 (84) à 3 600                    | 260 N m à 1 800                 | L4                                 | OHC/8            | Renault Master Opel Movano Nissan Interstar                                                          | 1997-2000 1998-2000 1999-2000                                                   |
| 8140.43           | 2 799           | 118 (87) à 3 600 122 (90) à 3 600   | 270 N m à 1 800 285 N m à 1 800 | L4                                 | OHC/8            | Fiat Ducato Citroen Jumper Peugeot Boxer Iveco Daily                                                 | 1997-2000 1996-2000                                                             |
| 8140.43S          | 2 799           | 127 (93,5) à 3 600 125 (92) à 3 600 | 300N m à 1 800 290 N m à 1 800  | L4                                 | OHC/8            | Fiat Ducato Citroen Jumper Peugeot Boxer Iveco Daily Renault Mascott                                 | 2000-2005 2000-2006 2000-2004                                                   |
| 8140.43N          | 2 799           | 146 (107) à 3 600                   | 310 N m à 1 500 320 N m à 1 500 | L4                                 | OHC/8            | Fiat Ducato Citroen Jumper Peugeot Boxer Iveco Daily Renault Mascott                                 | 2000-2005 2000-2006 2000-2004                                                   |

Depuis la création de Fiat Powertrain Technologies, les moteurs SOFIM ont évolué et ont été remplacés par la série F1 qui comporte deux blocs 4 cylindres de 2,3 et 3,0 litres de cylindrée dont les puissances vont de 97 à 204 ch DIN, respectant la norme Euro5.
FPT propose également la gamme NEF en version 4 cylindres de 3,9 litres avec des puissances allant de 140 à 218 ch DIN, et 6 cylindres de 5,9 litres de 177 à 300 ch DIN.
Le haut de gamme est assuré par la série CURSOR 6 cylindres de 7,8 à 12,9 litres de cylindrée et des puissances allant de 245 à 560 ch DIN.
Pour les applications industrielles lourdes, FPT propose la série VECTOR V8 de 20,1 litres avec une puissance allant jusqu'à 883 kW soit 1 190 ch DIN